# Josef Eriksson-Ehrle
Karl Fredrik Josef Eriksson-Ehrle, född 21 augusti 1875 i Uppsala, död där 23 februari 1926, var en svensk industriledare.
Eriksson, som tidigare hade arbetat som metallarbetare på Husqvarna Vapenfabriks depôt i Uppsala, övertog 1905 den velocipedfabrik som 1897 grundats av Bernhard Öberg och tillverkade cyklar av märket Fram. År 1910 ombildades firman till ett aktiebolag med namn AB Josef Eriksson. Ungefär samtidigt övertog Eriksson över Nymans Verkstäders lokaler på Svartbäcksgatan 10 och flyttade tillverkningen dit. Verksamheten expanderade och 1916 förvärvades det gamla Akademiska ridhuset på S:t Persgatan 22, vilket byggdes om och verksamheten överflyttades dit 1917. Företaget drabbades dock hårt av efterkrigskrisen och några år senare var bolaget konkursmässigt. Företaget kunde dock rekonstrueras; det gamla bolaget likviderades och ett nytt bolag med samma namn bildades med Uplands Enskilda Bank som ny ägare. Eriksson, som nu antagit namnet Ehrle, kvarstod som verkställande direktör fram till sin död.
Eriksson var ordförande i Svenska Velocipedförbundet 1919–1920.